# Gheorghi Streșnîi
Gheorghi Ermolaevici Streșnîi (în rusă Георгий Ермолаевич Стрешный; n. 1900 – d. 9 mai 1940) a fost un om politic sovietic moldovean, care a deținut funcțiile de președinte interimar al Comitetului Executiv Central al R.A.S.S. Moldovenești și președinte al Consiliului Comisarilor Poporului al R.A.S.S. Moldovenești. A fost deputat în Sovietul Suprem al URSS din prima legislatură.

## Biografie
Membru al Partidului Comunist (bolșevic) din anul 1920.
Între anii 1933–1935 a fost șef al secției politice a stației de mașini și tractoare din Grigoriopol, în RASS Moldovenească.
În perioada 1935–1937 a fost prim-secretar al comitetului raional Ocna Roșie al secțiunii regionale moldovenești din cadrul PC(b)U, iar ulterior prim-secretar al comitetului raional Ananiev al aceluiași partid, în cadrul R.A.S.S. Moldovenești.
Din mai 1937 până în februarie 1938 a îndeplinit funcția de președinte interimar al Comitetului Executiv Central al R.A.S.S. Moldovenești.
Între februarie 1938 și 9 mai 1940 a fost președinte al Consiliului Comisarilor Poporului al R.A.S.S. Moldovenești (echivalentul funcției de prim-ministru).

## Distincții
- Ordinul Lenin (7 februarie 1939)